# Francesco Gerbaldi
Francesco Gerbaldi (29 juillet 1858, La Spezia, royaume de Sardaigne - 29 juin 1934, Pavie, royaume d'Italie) est un mathématicien italien, connu pour avoir démontré le théorème de Gerbaldi.

## Biographie
Gerbaldi étudie à l'université de Turin, où il décroche une laurea en 1879 avant de devenir l'assistant d'Enrico D'Ovidio. Après une poursuite d'études en Allemagne, il séjourne à Pavie et à Rome avant d'être nommé professeur à l'université de Palerme. Il est un collègue de Giovanni Battista Guccia, fondateur du Circolo Matematico di Palermo. Guccia et Gerbaldi renforcent la réputation de la faculté de mathématiques de l'université de Palerme en recrutant Giuseppe Bagnera, Michele de Franchis, Pasquale Calapso et Michele Cipolla. En 1908, Gerbaldi déménage à l'université de Pavie, où il reste jusqu'à sa retraite en 1931 en raison de problèmes de santé.
Il est connu pour avoir démontré la proposition aujourd'hui connue sous le nom de théorème de Gerbaldi, qui établit l'existence de six formes quadratiques ternaires non dégénérées (autrement dit, des coniques) linéairement indépendantes deux à deux apolaires dans le plan projectif complexe. Plus tard, il étudie le groupe des symétries de ces six coniques et prouve qu'il est isomorphe au groupe de Valentiner.
En 1897 à Zurich, Gerbaldi est conférencier invité au premier Congrès international des mathématiciens.